# Bořetín (district de Pelhřimov)
Pour les articles homonymes, voir Bořetín.
Bořetín (en allemand : Borschetin) est une commune du district de Pelhřimov, dans la région de Vysočina, en République tchèque. Sa population s'élevait à 104 habitants en 2020.

## Géographie
Bořetín se trouve à 25 km au sud-ouest de Pelhřimov, à 48 km à l'ouest-sud-ouest de Jihlava et à 93 km au sud-est de Prague.
La commune est limitée par Hojovice au nord, par Mnich à l'est et au sud-est, par Drunče au sud-ouest, et par Březina et Psárov à l'ouest.

## Histoire
La première mention écrite du village date de 1549.